# Тернопіль (Саскачеван)
Терно́піль (англ. Tarnopol) — хутір у провінції Саскачеван, Канада. Розташований за 50 км на південний захід від міста Мелфорт.

## Назва
Поселення, ще без назви, виникло у 1907 році.
У 1911 поселення отримало поштову адресу англ. Tarnopol, українською укр. Тернопіль.
У 1939 з'явилася залізнична станція англ. Tarnopol.
Нинішні мешканці хутора походять в основному від українських та польських еміґрантів, що прибули до Канади на початку ХХ століття. Хутір отримав назву від українського міста Тернопіль на Галичині, назва якого польською мовою звучить як Тарнополь (пол. Tarnopol).

## Будівлі
- Церква Святої Трійці, Українська православна церква Канади. Настоятель парафії о. Фр. Патрик Д. Повалинський[1].
- Пам'ятний знак про елементарну (1937-1961) та середню (1948-1957) школи Тернополя[2].

## Відео
- Tarnopol, Saskatchewan // youtube, 5'07".